# جائزة كيبيك الكبرى للدراجات 2018
جائزة كيبيك الكبرى للدراجات 2018 (بالإنجليزية: 2018 Grand Prix Cycliste de Québec)‏ هو سباق دراجات هوائية، وهو الموسم رقم 9 من السباق، وأقيم في 7 سبتمبر 2018، وامتدّ لمسافة 201.6 كيلومتر، وهو أحد سباقات طواف العالم للدراجات 2018، وهو من نوع سباق يوم واحد، وهو من نوع سباق الدراجات، وقد شارك في السباق 146 متسابقاً ووصل إلى نهايته 123 متسابقاً.
فاز فيه بالمركز الأول مايكل ماثيوز، وبالمركز الثاني جريج فان أفرمت، وبالمركز الثالث جاسبر ستوفين.

## الفرق
| فرق عالمية (18)- AG2R La Mondiale - Astana - Bahrain-Merida - BMC Racing Team - Bora-Hansgrohe - Groupama-FDJ - Mitchelton-Scott - Movistar Team - Quick-Step Floors - Dimension Data - EF Education First-Drapac p/b Cannondale - Lotto Soudal - Lotto NL-Jumbo - Sky - Team Sunweb - Trek-Segafredo - UAE Team Emirates - Katusha-Alpecin فرق قارية محترفة (2)- Israel Cycling Academy - Rally Cycling فريق وطني- فريق كندا لركوب الدراجات للرجال 2018‏ |  |
| |  |

## التصنيف العام النهائي
| التصنيف العام | التصنيف العام  | التصنيف العام | التصنيف العام    | التصنيف العام     |        |
| الدراج        | الدراج         | البلد         | الفريق           | الوقت             | السرعة |
| ------------- | -------------- | ------------- | ---------------- | ----------------- | ------ |
| 1.            | مايكل ماثيوز   | أستراليا      | سنويب            | 5 س 04 دقيقة 17 ث |        |
| 2.            | جريج فان أفرمت | بلجيكا        | بي إم سي راسينغ  | + 0 ث             |        |
| 3.            | جاسبر ستوفين   | بلجيكا        | تريك سيغافريدو   | + 0 ث             |        |
| 4.            | تيمو روزن      | هولندا        | لوتو إن إل-جامبو | + 0 ث             |        |
| 5.            | باتريك كونراد  | النمسا        | بورا هانسغروه    | + 0 ث             |        |
| 6.            | زدينيك ستيبار  | التشيك        | كويك ستب-فلورز   | + 0 ث             |        |
| 7.            | آرثر فيشوت     | فرنسا         | Groupama-FDJ     | + 0 ث             |        |
| 8.            | ناثان هاس      | أستراليا      | كاتوشا ألبيسين   | + 0 ث             |        |
| 9.            | مايكل فالغرين  | الدنمارك      | أستانا           | + 0 ث             |        |
| 10.           | أنتوني رو      | فرنسا         | Groupama-FDJ     | + 0 ث             |        |

## وصلات خارجية
- الموقع الرسمي
- لمحة عن سباق جائزة كيبيك الكبرى للدراجات 2018 على موقع  ProCyclingStats   (برو  سايكلنج  ستاتس) - إحصاءات  محترفي  الدراجات.

- جائزة كيبيك الكبرى للدراجات 2018 على موقع إحصائيات الدراجات الإحترافية (الإنجليزية)